# Aigle des Philippines
Nisaetus philippensis
Ne doit pas être confondu avec le Pithécophage des Philippines (Pithecophaga jefferyi).
Espèce
Statut de conservation UICN

 EN A2cd+3cd+4cd : En danger
Statut CITES
L'Aigle des Philippines (Nisaetus philippensis) est une espèce d'oiseaux de la famille des Accipitridae.

## Description
L'aigle des Philippines, à ne pas confondre avec le pithécophage des Philippines ou aigle des singes, est un petit aigle de la famille des Nisaetus. C'est un aigle-autour typique qui a une longue crête et les parties supérieures sombres. Sa longue queue, qui lui permet de manœuvrer parmi les arbres est grise avec de nombreuses barres noirâtres. Sa gorge est claire et sa poitrine rousse est striée de brun. Attention à la confusion avec la bondrée orientale et la bondrée des Célèbes avec lesquelles il cohabite. L'aspect général de ces bondrées est légèrement différent, avec une tête plus petite, un cou plus long et un corps plus profilé. Il peut aussi être confondu avec l'aigle huppé. La femelle est habituellement 12 à 20% plus grande que le mâle. Ses iris sont jaunes, sa cire est noir grisâtre et les pattes jaune terne. Les juvéniles ont une tête plus pâle, ainsi qu'un dessous clair avec quelques imperceptibles barres sur le ventre et les flancs. Les ailes des jeunes ont les bases et les pointes pâles.
Ils atteignent le plumage adulte vers l'âge de quatre ans.

## Habitat
Les aigles des Philippines fréquentent les montagnes qui sont situées dans les plaines et dans les collines. Ils ne dédaignent pas les zones boisées ouvertes qui ont subi un abattage sélectif et raisonnable, mais ils préfèrent d'accoutumée les espaces forestiers dans lesquels l'exploitation a été stoppée depuis 20 ou 30 ans. Ils semblent cependant éviter ou éliminer les parcelles dont les troncs et les branches sont tapissés de mousse. 
Ce rapace vit jusqu'à 1000 m d'altitude, mais jusqu'à 1900 m sur l'île de Mindoro. Dans d'autres régions, on peut le trouver occasionnellement jusqu'à 2500 m.

## Comportement
Les aigles des philippines vivent en solitaire ou en couples. Ils effectuent de fréquentes glissades et des vols planés. Cependant, il y a peu de parades aériennes pendant la saison de nidification.
Ces oiseaux ne sont pas migrateurs. Les jeunes peuvent effectuer de courts déplacements entre les îles et les îlettes mais les immatures sont plutôt statiques et il n'y a aucun rapport de migration au niveau du détroit de Dalton (Luzon) qui est un lieu habituel de passage pour les autres espèces.

## Alimentation
Aucune information sur le détail du menu. En effet, l'observation de ce rapace est rendue très difficile par le fait qu'il a une certaine prédilection pour les perchoirs bien dissimulés.
D'après Christie, un important taux de dimorphisme entre le mâle et la femelle tend à prouver que cet oiseau est surtout un prédateur d'oiseaux. Le Handbbok confirme dans une certaine mesure, alléguant vaguement que le repas de cet oiseau de proie est composé principalement d'oiseaux de grande taille et de mammifères.

## Reproduction - nidification
On ne possède aucun renseignement significatif sur cette partie de son activité. Les mâles ont des gonades particulièrement développées au mois de janvier, ce qui permet de déterminer la période pré-reproductionnelle.
Les aigles des Philippines entreprennent, paraît-il, des rituels de parade à la fin du mois de mars, ce qui est vraisemblablement la formation des couples et le début de la saison.

## Distribution
Comme son nom l'indique bien, cet oiseau de la famille des accipitridés est endémique des Îles Philippines. La majorité des auteurs le traite comme une espèce monotypique, c'est-à-dire qui n'a pas de sous-espèce régionale. Une exception cependant, et non des moindres, David Christie dans son colossal ouvrage sur les rapaces, le considère comme un oiseau plurispécifique : 2 sous-espèces sont alors reconnues : S. p. philippinensis, la race nominale (Luzon, en direction du sud jusqu'à Mindoro) - S. p. pinskeri, la race méridionale (Mindanao, Samar, Negros, et probablement Panay). L'IOC classe pinskeri comme une espèce à part entière en raison de sa tête claire, sa poitrine nettement striée de blanc et de chamois, ainsi que le ventre barré de blanc et de roux. Il signale que les jeunes pinskeri ont les cuisses barrées.

## Menaces - protections
D'après Christie, l'aigle de Philippines est habituellement considéré comme rare et de plus en plus à risque, étant aperçu en de rares occasions. Une recherche approfondie sur l'île de Luzon a donné peu de renseignements significatifs. En dépit de la déforestation continuelle, l'espoir existe que la population soit plus nombreuse que prévu dans l'espace de 300 000 km carrés qui constitue son actuel territoire.
La présence de jeunes aigles des singes (Pithecophaga jeffreyi) et de jeunes aigles changeables (Spizaetus limnaetus) de la race orientale peuvent toutefois introduire des confusions pendant la période de dispersion des juvéniles. Une étude sérieuse estime la population entre 200 et 220 couples à Luzon et 320-340 couples sur Mindanao, les 2 plus grandes îles.
Le Handbook classe l'espèce comme VULNERABLE ou EN DANGER et estime les effectifs entre 400 et 600 individus matures. En 1980, un recensement a déterminé la présence de 220 couples dans les monts de la Sierra Madre (Luzon).